# Straits Settlements
Straits Settlements (kolonierna vid sunden) var en brittisk handelskoloni som omfattande Singapore, Penang (Prince of Wales Island och provinsen Wellesley) och Malacka.  Tillsammans med övriga protektorat på Malackahalvön kallades kolonin Brittiska Malaya.

## Historia
Straits Settlements upprättades 1826 av Brittiska Ostindiska Kompaniet och lydde ursprungligen under Brittiska Indien, men den blev brittisk kronkoloni 1867 direkt under brittiska regeringen (statssekreteraren för kolonierna). Kolonin ockuperades under andra världskriget av Japan och upplöstes 1946. Från 1906 tillhörde ön Labuan utanför Borneo Singapore, men blev 1912 den fjärde kronkolonin i Straits Settlements. Vid upplösningen 1946 uppgick Penang och Melaka i Malajiska unionen, Labuan i brittiska kolonin Nordborneo, medan Singapore blev en separat kronkoloni. Penang, Melaka och Labuan är numera delstater i  Malaysia, medan Singapore är självständigt.

## Förvaltning
Kolonien förvaltades av en guvernör med säte i Singapore, vilken samtidigt var high commissioner för de Förenade malajstaterna och Brunei samt brittisk agent för brittiska Nordborneo och Sarawak. Han biträdes av ett verkställande råd av officiella medlemmar och ett lagstiftande råd av 10 officiella och 8 av kronan utnämnda medlemmar.
Andra territorier som lytt under Straits Settlements:
- Dinding, som består av några öar (bl.a. Pangkor) nära mynningen av Perak-floden, och en liten bit territorium på det angränsande fastlandet, överläts av sultanatet Perak till den brittiska regeringen enligt Pangkorfördraget 1874 och tillhörde Penang fram till 1935 då de återfördes till Perak.
- Kokosöarna och Julön administrerades under Singapore mellan 1886 respektive 1889 och 1955 respektive 1958 då de övergick till Australien.

## Näringsliv
I Straits Settlements hamnar betalades inga tullar, och handeln, vars centrum var Singapore, var mest transithandel. Försäljningsavgifter erlades för viner, petroleum och tobak. De viktigaste exportartiklarna var tenn, peppar, muskot och muskotblomma, sago, tapioka, hudar, rotting, kautschuk och kopra. 1911-15 steg importen årligen i medeltal till 50,2 miljoner pund och exporten till 43 miljoner pund. Antalet utländska fartyg, som 1915 inlöpte i kolonins hamnar, var 9,410 om 10,45 miljoner ton.

## Befolkning
Den inhemska befolkningen i de egentliga Straits Settlements var malajer, men en stor mängd kineser invandrade till kolonin och blev till slut majoritet. 1915 fanns 258 791 malajer, 404 181 kineser, 89 084 indier samt 8 149 européer och amerikaner. För 1916 beräknades folkmängden till 778 160, varav endast 525 kvinnor på 1 000 män. Denna starka invandring av män berodde på de rika inkomstkällor, som särskilt handeln beredde befolkningen.

## Källa
Den här artikeln är helt eller delvis baserad på material från Nordisk familjebok, Straits settlements, 17 mars 1918.